# Cajanus trinervius
Cajanus trinervius là một loài thực vật có hoa trong họ Đậu. Loài này được (DC.) Maesen miêu tả khoa học đầu tiên.